# Stanley Fairgrieve Allen
Stanley Fairgrieve Allen, novozelandski general, * 17. maj 1897, † 15. julij 1942.
Allen je umrl kot poveljnik 21. bataljona med obrambo Egipta. Bil je ustreljen in zaboden z bajonetom, nakar je umrl za posledicami ran še istega dne.